# Xyletobius sykesii
Xyletobius sykesii är en skalbaggsart som beskrevs av Perkins 1910. Xyletobius sykesii ingår i släktet Xyletobius och familjen trägnagare.

## Underarter
Arten delas in i följande underarter:
- X. s. sykesii
- X. s. molokaiensis